# گمینا پوویز
گمینا پوویز (به لهستانی:  Gmina Powidz) یک گمینا در لهستان است که در شهرستان سووپتسا واقع شده‌است. گمینا پوویز ۸۰٫۱۵ کیلومتر مربع مساحت و ۲٬۰۷۷ نفر جمعیت دارد.